# Reinier Zeeman

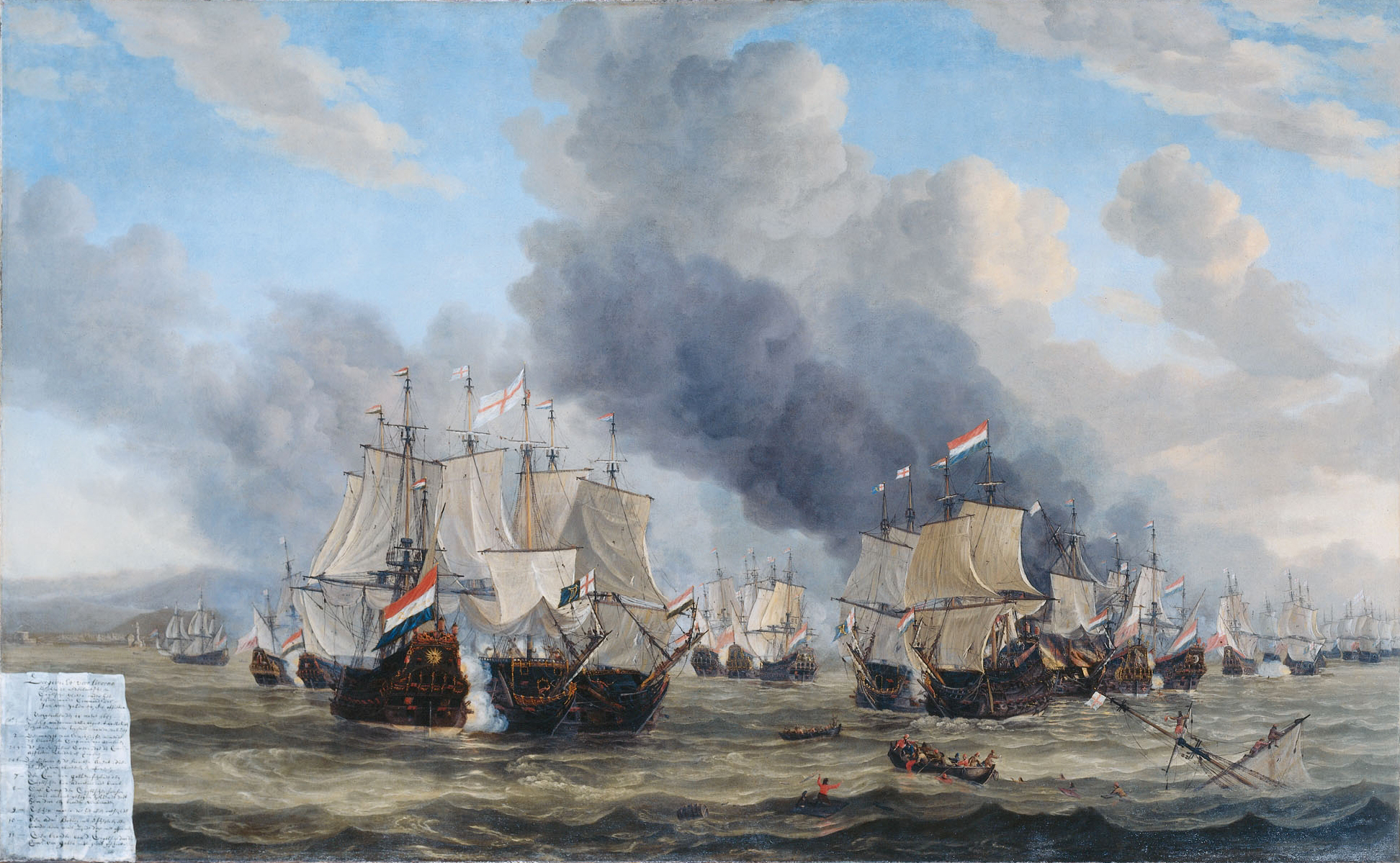
Reinier Zeeman: Námořní bitva u Livorna (Rijksmuseum)

Reinier Zeeman (kolem 1623 v Amsterdamu – březen 1688 tamtéž) byl nizozemský malíř lodí a přístavů, jako grafik používal techniku leptu.

## Životopis
O Zeemanovi pocházejí první zprávy z roku 1653, když se jeho manželkou stala Marija Moosijn a narodily se mu dvě dcery. Poté o jeho životě nejsou žádné další zprávy, kromě udání jeho manželky proti podnájemkyni, která měla umělce svést k nemorálnímu životu. Jeho žena zdědila po Zeemanově smrti celý jeho majetek. Ze soupisu pozůstalosti jsou známy obrazy, které naznačují, že mohl pobývat před rokem 1650 v Paříži. Pozůstalostní inventář obsahuje také knihy o námořnictví. Zeemanova často citovaná cesta do Berlína není potvrzena. Také není znám jeho učitel umění, ale je patrný určitý vliv Willema van de Velde staršího (1611–1689).
Vedle maleb zhotovil také množství grafik. Tyto zachycují dobové výjevy jako námořní bitvy nebo pohledy na Amsterdam a také encyklopedické ilustrace typů lodí. Zeemanovy městské scenérie v Paříži (série leptů) kopíroval Charles Meryon a prosadil se tím jako jeho pokračovatel.

## Jméno
Až do roku 1996 byl malíř v dějinách umění uváděn pod jménem Reinier Nooms, řečený Zeeman (nizozemsky Námořník). Nicméně v archivních dokumentech a na obrazech je podepsán jen jako Seemann nebo Zeeman. Označení Nooms se nachází na jeho tiscích a rytinách. Zde jsou různé formy jména jako R[einier] Zeeman, Remy Zeeman, Reinier Nooms alyas Zeeman nebo Reinier Nooms. Odtud vzešlo v dějinách umění jeho jméno Nooms a užívá se dodnes v obchodu s uměním. Současná věda však prosazuje jméno Zeeman.